# 1971 à la télévision
| Années de la télévision : 1968 - 1969 - 1970 - 1971 - 1972 - 1973 - 1974    |
| Décennies de la télévision : 1940 - 1950 - 1960 - 1970 - 1980 - 1990 - 2000 |

Cet article présente les faits marquants de l'année 1971 à la télévision.

## Émissions
- 17 avril : Première de l'émission Grand Amphi sur la deuxième chaîne de l'ORTF.
- 28 mai : Dernière de l'émission Post-scriptum (émission de télévision) sur la deuxième chaîne de l'ORTF.
- 24 juin : Dernière de l'émission Eurêka (émission de télévision) sur la première chaîne de l'ORTF.
- 10 octobre : Première de l'émission Ciné-club (émission de télévision) sur la deuxième chaîne de l'ORTF.
- 1er novembre : Première de l'émission Italiques (émission de télévision) sur la deuxième chaîne de l'ORTF.
- 11 décembre : Dernière de l'émission Midi Magazine sur la première chaîne de l'ORTF.

## Séries télévisées
- 1er avril : Première diffusion de Fifi Brindacier sur la première chaîne de l'ORTF.
- 30 novembre : Première diffusion de Oum le dauphin blanc sur la deuxième chaîne de l'ORTF.

## Feuilletons télévisés
- janvier : Quentin Durward de Jacques Sommet
- mai : Adieu mes quinze ans de Pierre Dupriez
- août : Le Voyageur des siècles de Jean Dréville
- décembre : La Dame de Monsoreau de Claude Brûlé

## Principales naissances
- 20 mars : Murray Bartlett, acteur américain.
- 27 mars : Nathan Fillion, acteur canadien.
- 9 avril : Austin Peck, acteur américain.
- 19 avril : Shannen Doherty, actrice américaine
- 14 mai : Deanne Bray, actrice sourde américaine.
- 30 juin : Monica Potter, actrice américaine.
- 8 septembre : Martin Freeman, acteur britannique.
- 17 septembre : Adriana Karembeu, mannequin slovaque.
- 18 décembre : Lucy Deakins, ancienne actrice américaine aujourd'hui avocate.

## Principaux décès
- 7 septembre : Spring Byington, actrice américaine (° 17 octobre 1886).